# Kyamin
Kyamin – gaun wikas samiti w zachodniej części Nepalu w strefie Gandaki w dystrykcie Tanahu. Według nepalskiego spisu powszechnego z 2001 roku liczył on 1339 gospodarstw domowych i 6195 mieszkańców (3483 kobiet i 2712 mężczyzn).